# Gangsta Grillz Vol. 9
Gangsta Grillz, Vol. 9, è il primo mixtape firmato Jon, Scrappy, Drama. A questo disco hanno partecipato personaggi di spicco della scena gangsta odierna, ricordiamo ad esempio 50 Cent.

## Tracce
1. Intro -  Lil Jon, Lil Scrappy
2. Damn [Remix] - (Bone Crusher feat. Lil Jon, Jermaine Dupri, Ludacris)
3. Stay Low [Exclusive] - (Lil Scrappy feat. Trillville)
4. Stand Up Again [Aphilliates Mix] - Ludacris
5. Fan
6. Don't Play That - (Big Floaty feat. Bun B, Lil Jon)
7. More Head Bussin' [Exclusive] - (Bone Crusher feat. Lil Scrappy)
8. Like a Pimp [Remix] - (David Banner feat. Busta Rhymes, 50 Cent, Twista)
9. Right Thurr (Freestyle) - (50 Cent feat. Young Buck)
10. Gangsta Grillz Ho Story - Lil Scrappy
11. Testin' My Gangsta Part 2 - Three 6 Mafia
12. It's Going Down - Bone Crusher
13. See About Ya - (David Banner feat. Bone Crusher)
14. Forever Grippin' the Grain - Bone Crusher
15. What Ya'll Ridin' - Lil Scrappy
16. Mind on My Money
17. Livin' Comfortable (Future Flavors)
18. Interlude - C-Lo
19. One - (C-Lo feat. T.I.)
20. Naggin' - Ying Yang Twins
21. Keep Runnin' Yo Mouth - Lil Jon
22. Georgia Dome - (Dungeon Family feat. Ludacris)
23. Prince of Krunk - Lil Scrappy
24. We Ain't Goin' No Whre - (Bone Crusher feat. Rasheeda)
25. Pepp the Game (Future Flavors) - Sunny Valentine
26. Outro - Lil Scrappy
27. The Way You Move - OutKast

## Critica
| Recensione su   | Giudizio |
| --------------- | -------- |
| All Music Guide | link     |